# Betty Ting Pei
Pour les articles homonymes, voir Ting.
Betty Ting Pei (chinois traditionnel : 丁珮), née le 19 février 1947, est une  actrice taïwanaise ayant effectué une grande partie de sa carrière dans le cinéma hongkongais. Elle joue un rôle important dans la mythologie entourant la mort de Bruce Lee, qui s'est produite dans son appartement : certaines théories lui attribuent en effet un rôle plus ou moins actif dans ce décès.

## Biographie
Née Tang Mei-li, Betty Ting Pei a commencé sa carrière avec la Central Motion Picture Corporation à Taïwan. En janvier 1967, après six films taïwanais, elle a été repérée par un réalisateur de la Shaw Brothers, Peter Pan Lei, et a adopté le pseudonyme de Ting Pei.
Son premier film à Hong Kong a été The Purple Shell. Elle a ensuite joué dans les comédies musicales de Umetsugu Inoue : The Millionaire Chase, The Yellow Muffler et The Brain-Stealers, ainsi que des drames, des comédies, des comédies musicales, des comédies érotiques et des films d'arts martiaux.
En 1973, Betty Ting Pei est devenue actrice indépendante et a continué à faire des films aussi bien dans son pays natal, Taïwan, qu'à Hong Kong.
Le 20 juillet 1973, Betty Ting Pei défraie involontairement la chronique lorsque Bruce Lee meurt dans son appartement au 67, Beacon Hill Road, Kowloon Tong, à Hong Kong.
Selon des rapports de presse, Bruce Lee venait lui apporter le script du Jeu de la mort dans lequel elle aurait eu un rôle de premier plan quand il s'est plaint de maux de tête. Elle lui a donné un seul comprimé d'equagesic, un antalgique qu'elle utilisait souvent elle-même. Il est ensuite allé se reposer un peu, mais elle n'a pas pu le réveiller pour un repas avec Raymond Chow, le propriétaire de la Golden Harvest. Lee a été transporté d'urgence à l'hôpital Queen Elizabeth (en), où il a été déclaré mort à l'arrivée. La mort aurait été causée par une réaction allergique qui a entraîné un œdème. Le médecin légiste a décrit son décès comme une « mort accidentelle ».  
Le voisin de Betty Ting Pei a informé les journalistes que Bruce avait été un visiteur régulier pendant des mois avant sa mort. Les amis de Betty ont confirmé une liaison romantique entre Bruce et Betty, ce qu'elle a toujours nié, le décrivant simplement comme un ami.
Après la mort de Bruce Lee, Betty Ting Pei est apparue dans plusieurs autres films de Hong Kong, dont le film à visée documentaire Bruce Lee and I dans lequel elle joue son propre rôle. Elle a épousé en 1976 Charles Heung, le chef de Win's Film Co., mais le mariage n'a pas duré. En 1985, elle s'est retirée de l'industrie du spectacle. 
Le 20 juillet 2015, pour le 42e anniversaire de la mort de Bruce Lee, elle publie un livre autobiographique sur sa relation avec l'acteur intitulée The Best Time With Bruce Lee.

## Filmographie
Elle a joué dans au moins 53 films, dont :  
- 1965 : Beautiful Duckling  (en) (4 Golden Horse awards)
- 1965 : The Silent Wife (2 Golden Horse awards)
- 1966 : The Monument of Virtue (Golden Horse award du meilleur film)
- 1967 : The Purple Shell
- 1968 : Tomorrow is Another Day
- 1968 : The Brain-Stealers
- 1969 : Dear Murderer
- 1969 : The Singing Escort
- 1969 : The Millionaire Chase
- 1970 : Hellgate
- 1970 : Apartment For Ladies
- 1971 : The Night is Young
- 1972 : The Yellow Muffler
- 1972 : Les 14 Amazones
- 1972 : Stranger in Hong Kong
- 1972 : Madness of Love
- 1973 : Love Across the Seas
- 1973 : Adultery Chinese Style
- 1973 : The Call Girls
- 1973 : The Rendezvous of Warriors
- 1974 : The Chinese Godfather
- 1974 : Naughty, Naughty
- 1974 : The Shrine of Ultimate Bliss
- 1974 : The Looks of Hong Kong
- 1974 : Games Gamblers Play
- 1975 : A Debt of Crime
- 1975 : The Playboy
- 1975 : The Evidence
- 1975 : Old Master Q
- 1976 : Bruce Lee and I
- 1978 : My Darling Girls
- 1978 : The Mysterious Footworks of Kung Fu
- 1981 : Mahjong Heroes
- 1982 : The 82 Tenants
- 1985 : My Name Ain't Suzie